# Woeste weduwe
Woeste Weduwe is een stichting die zich inzet voor amateur- en semiprofessionele kunstenaars uit alle disciplines. De stichting werd officieel opgericht in 2005 maar bestond al een tijd daarvoor. Zo organiseerde zij in 2005 haar allereerste Woeste Weduwe Filmfestival in het Kultuurhuis Bosch te Arnhem, waar filmmakers de kans kregen hun werk aan het publiek te vertonen. In 2006 vond het plaats in het Posttheater. In 2007 deed het festival Focus Filmtheater aan.
Verder is er een website waar naast info over het filmfestival ook schrijvers en beeldende kunstenaars hun werk presenteren.
De naam Woeste Weduwe komt voort uit het zich verlaten voelen door de maatschappij die beginnende kunstenaars vaak links laat liggen. Volgens de stichting is dat iets om boos op te worden. Zodoende Woeste Weduwe. Daarnaast wil de stichting zich richten op werk dat rauw, niet af is.